# Вербовецька волость (Кременецький повіт)
Вербовецька волость — адміністративно-територіальна одиниця Кременецького повіту Волинської губернії Російської імперії. Волосний центр — село Вербовець.

## Склад
Станом на 1885 рік складалася з 17 поселень об'єднаних у 12 сільських громад. Населення — 7908 осіб (3498 чоловічої статі та 3410 — жіночої), 786 дворових господарств.
|                     | Площа, десятин | У тому числі орної, десятин |
| ------------------- | -------------- | --------------------------- |
| Сільських громад    | 8023           | 5752                        |
| Приватної власності | 2426           | 1356                        |
| Казенної власності  | 573            | —                           |
| Іншої власності     | 360            | 240                         |
| Загалом             | 11382          | 7348                        |

### Основні поселення волості
- Вербовець — колишнє власницьке село біля яру Дуброва за 35 верст від повітового міста, 750 особа, 124 двори, православна церква, католицька каплиця, школа, лікарня, водяний млин.
- Великий Раковець — колишнє власницьке село, 470 осіб, 65 дворів, православна церква, постоялий будинок, школа.
- Гнидава — колишнє власницьке село, 420 осіб, 40 дворів, православна церква, каплиця, школа, постоялий будинок.
- Лопушне — колишнє власницьке село, 885 осіб, 102 двори, православна церква, каплиця, постоялий будинок.
- Малий Раковець — колишнє власницьке село, 363 особи, 41 двір, православна церква.
- Мосурівці (Мусуровець) — колишнє власницьке село, 442 особи, 57 дворів, православна церква, школа, водяний млин.
- Решнівка — колишнє власницьке село, 600 осіб, 80 дворів, православна церква.
- Чайчинці — колишнє власницьке село, 550 осіб, 54 двори, православна церква, постоялий будинок, водяний млин.
- Куськівці Великі — колишнє власницьке село, 509 осіб, 52 двори, православна церква, палац, водяний млин, гуральня, фільварок, ставок.
- Шили — колишнє власницьке село біля яру Дуброва, 342 особи, 43 двори, 2 водяних млини.

## Історія
Волость існувала у ХІХ ст. — 1920 році у складі Кременецького повіту Волинської губернії.
18 березня 1921 року Західна Волинь відійшла до складу Польщі і Вербовецька волость існувала як ґміна Вєжбовєц Кременецького повіту Волинського воєводства. В 1921 р. складалася з 18 населених пунктів, налічувала 8 747 жителів (8 232 православних, 477 римо-католиків, 2 греко-католики і 36 юдеїв).
1 жовтня 1933 року ґміну Вєжбовєц ліквідовано, а села включені до ґмін:
- Ґміна Колодне — села Гнидава, Чайчинці,Коханівка і Мусурівці;
- Ґміна Вішньовєц — село Оришківці;
- Ґміна Вишогрудек — села Вербовець, Лопушне, Корначівка, Шили і Пахиня[3]